# ГЕС Bá Thước 1
ГЕС Bá Thước 1 – гідроелектростанція у північній частині В’єтнаму. Знаходячись між ГЕС Hoi Xuan (вище по течії) та ГЕС Bá Thước 2, входить до складу каскаду на річці Ма (Нам-Ма), яка впадає до Південно-Китайського моря у місті Тханьхоа. 
У межах проекту річку перекрили бетонною гравітаційною греблею висотою 29 метрів, яка утримує водосховище з площею поверхні 3,55 км2 та об’ємом 33,6 млн м3. Корисний об’єм складає 4,5 млн м3, що забезпечується коливанням рівня у операційному режимі між позначками 53 та 54 метри НРМ (у випадку повені останній показник може зростати до 56 метрів НРМ). 
Пригреблевий машинний зал обладнали трьома бульбовими турбінами потужністю по 15,5 МВт, які повинні забезпечувати виробництво 241 млн кВт-год електроенергії на рік.
Видача продукції відбувається по ЛЕП, розрахованій на роботу під напругою 110 кВ.